# Csiszár Sámuel
Csiszár Sámuel (Nádasdaróc, 1791 – Kolozsvár, 1852. február 8.) református lelkész, esperes.

## Élete
Apja református pap volt. Miután Kolozsváron elvégezte a református gimnáziumot, 1815-ben káplán lett, majd 1816-tól külföldön teológiát tanult. 1817-ben Kolozsvárra visszatérve a református egyházközséghez segédlelkésznek; később papnak, majd első papnak és  1839-ben kolozs-kalotai esperesnek választották. 37 évet szolgált papként. Emlékbeszédet mondott fölötte Salamon József, a teológia doktora. Sírja a házsongárdi temetőben található.
Arcképe kőnyomatban 1847-ben készült el.

## Munkái
- Az orvosi tudomány és az orvos egy halotti beszédben Pataki Sámuel felett. Kolozsvár. 1824.
- Ki az igaz hazafi? Egy rövid halotti elmélkedés, melyet az idvezült Felső Szálláspataki Kenderesi Mihály úr koporsója mellett Kolosvárt apr. 20. napján 1824. háznál tartott. Kolozsvár. 1824.
- Halotti beszéd Balog Katalin felett. Kolozsvár. 1828.
- Egyházi beszéd. Kolozsvár. (A kolozsvári ev. ref. eklézsia külső városi templomának fundamentum köve letétele alkalmatosságával okt. 3. 1829. tartatott ünnepe című füzetben.) 1829.
- Fő vigasztalás a vallásban vagyon. Rövid halotti beszéd gr. Bethlen Kata, b. Kemény Ferencz hitvesének koporsója mellett. Kolozsvár. 1830.
- Halotti beszéd Losonczi l. b. Bánffy Erzsébet fölött. Kolozsvár. (Herepei Károly halotti beszédével együtt.) 1831.
- Halotti beszéd: id. Szilágyi Ferencz prof. urnak… végtisztelete megadásakor máj. 24. 1829. Kolozsvár. (Hegedűs Sámuel beszédével együtt.) 1833.
- Az igazi hazafiság párosítva az alattvalói hivséggel, rövid halotti beszédben idv. S. M. Berkeszi mélt. Katona Zsigmond urnak végtisztelete megadásakor. Kolozsvár. 1833.
- Kolosvári hites polgár és boltos kereskedő Trandofir György urnak halotti végtisztelete megadásakor tartott rövid elmélkedés a kereskedés hasznos voltáról s statusra nézve és a nemes indulatú kereskedőt illető megbecsültetésről. Kolozsvár. 1833.
- A jó király istennek képviselője népei életében. Halotti beszéd b. e. I. Ferencz Erdély nagy fejedelme... gyász innepén... Kolozsvár. 1835.
- Halotti beszéd N. Zilahi, és Diosodi Sebes Antal úr koporsója mellett. Kolozsvár. 1835.
- Idvezült Szathmári Pap Krisztina asszony, N.-Baczoni idősb. Incze Mihály szeretett hitvesse halotti gyász-innepén jan. 30. 1835-ben a háznál tartott rövid elmélkedés. Kolozsvár. 1835
- Halotti beszéd Sebes Antal úr koporsója mellett. Kolozsvár. 1835
- Néhai Ákosi Barra Gábor urnak a kolozsvári ev. ref. nemes kollégyom könyv- és kőnyomó intézete arendatorának halotti gyász innepén Kolozsvárt… dec. 19. 1837. mondott tiszteleti beszéd. Kolozsvár. 1838.